# Autogneta numidiana
Autogneta numidiana är en kvalsterart som först beskrevs av Grandjean 1960.  Autogneta numidiana ingår i släktet Autogneta och familjen Autognetidae. Inga underarter finns listade.